# Tiziano Giacobbi
Tiziano Giacobbi (* 17. Oktober 1962) ist ein ehemaliger san-marinesischer Fußballspieler.
Giacobbi spielte beim italienischen Amateurverein US Sanvitese aus San Vito al Tagliamento, als er sein Länderspieldebüt für die Fußballnationalmannschaft San Marino am 28. März 1986 gab. Es folgten drei weitere Länderspiele 1987.